# 村井理沙子
村井 理沙子（むらい りさこ、1991年3月29日 - ）は、日本の女性声優。Think Rich所属。愛知県出身。血液型はA型。参加型声優応援シミュレーション『アニ☆ゆめproject』のリーダーだった。YouTubeの『週刊ドスパラTV』では「むっこ」というニックネームで呼ばれている。

## 略歴
学芸会でも立候補するくらい演技が好きで、アニメもよく観ていたという。小学校高学年のころにアニメのエンドロールで職業としての声優を知り、高校時代は地元の声優学校に入学。
愛知の大学に通いながらプロダクション・エース演技研究所で学び、週1回のレッスン時は夜行バスで上京したという。
2010年4月より、知多半島のご当地キャラクター知多娘。の常滑セラ役（2012年11月卒業）として活動を続け、2011年、テレビアニメ『R-15』の倉部勝代役で声優デビューを果たす。
アニ☆ゆめprojectのリーダーを務めていたが、2021年12月18日、約2年ぶりとなる公演にて、2021年度末を以て活動終了となることが発表された。ユニットの活動は終了するが、声優としての活動は継続する。
2022年7月31日を以てプロダクション・エースを退所、フリーを経て同年9月よりThink Rich（合同会社CYBER CONTENTS）所属となった。

## 人物
資格は、少林寺拳法「黒帯」
特技は腕相撲、趣味はマッサージ。柿の種を噛まずに飲み込むというエキセントリックな食べ方をする。夏の暑い日には部屋の中でも水着で過ごすことがある（本人はそれを”アメリカンスタイル”と称している）。弟のことを”ぽんちゃん”と呼んでいる。さつまいもが大好物。英単語のChallengerを”チャルンガー”、Techを”てち”とする等ローマ字寄りの独特な読み方をする癖がある。
後述の週刊ドスパラTVにおいて、パソコンのディスプレイを片手で掴み上げたり、ケースを軽々と振り回す等、身体能力が高い（本人は度々否定している）。握力は39.6kgf。
2020年7月頃より新たな趣味としてアクアリウムを開始しており、水草育成にCO2を添加するなど本格的な趣味となっている。
配信アプリREALITYにて定期的に配信している。
アニ☆ゆめ projectで共に活動した声優の山田奈都美、磯部恵子、小田久美子と仲が良い。
2023年10月よりバーチャルライバープロダクションMe2(ミーツ)にも所属しており、同月22日に開催された「『Me2』ご挨拶記念！目指せリアルライブ！」に参加し、トークや歌を披露した。

## ドスパラTV
2016年9月より、PCショップドスパラがYoutubeにて放送しているドスパラTVに、MCの高橋敏也と共にアシスタントとして出演している。
2025/02/27放送の週刊ドスパラTV 第426回 2月27日放送を最後に隔週での配信になる。
番組内で自ら組み立てたPC（通称：むっこ1号）を自宅にて使用していた。
2022年5月、新たにむっこ新号を組み立て、自宅にて使用中。
2024年9月、自身でパーツを購入しドスパラTV番組内でPCを組み立てる、自腹企画を行い、OSのインストールまで行う。
| むっこ1号のスペック表（ドスパラ 簡単に作れるシリーズ！A-101【基本モデル】がベース） | むっこ1号のスペック表（ドスパラ 簡単に作れるシリーズ！A-101【基本モデル】がベース）                                                                                     |
| パーツ                                                                              | 詳細 |
| ----------------------------------------------------------------------------------- | --- |
| CPU                                                                                 | Intel Core i5 6500 →Intel Core i7 6700（オーダー時に構成を変更） |
| CPUクーラー                                                                         | DeepCool GAMMAXX 300 |
| マザーボード                                                                        | ASUS H170-PRO |
| メモリ                                                                              | Kingston KVR21N15S8K2/8 DDR4 2133 4GB×2枚 →G.SKILL F4-3200C16D-32GSXWB DDR4 3200 16GB×2枚（自身の手で換装）                                                             |
| ストレージ                                                                          | SanDisk SSD PLUS SDSSDA-480G-J26C 480GB（ドスパラTVで増設） TOSHIBA DT01ACA100 1TB                                                                                      |
| 光学ドライブ                                                                        | ASUS DRW-24D5MT |
| グラフィックス                                                                      | Palit GeForce GTX1050Ti 4GB StormX（ドスパラTVで増設） →Palit GeForce GTX1070 8GB DUAL FAN（自身の手で換装） →NVIDIA GeForce RTX2080 Founders Edition（自身の手で換装） |
| PCケース                                                                            | ENERMAX ECA3360B-BT(U3) Fulmo Q 黒 →LIAN LI O11 DYNAMIC RAZER Edition（自身の手で交換）                                                                                 |
| 電源                                                                                | Owltech FSP RAIDERシリーズ RA-650S（650W） →Sharkoon SilentStorm COOL ZERO 850（850W）（自身の手で換装）                                                                |

| むっこ新号のスペック表 | むっこ新号のスペック表 |
| パーツ                 | 詳細 |
| ---------------------- | --- |
| CPU                    | AMD Ryzen 9 5900X |
| CPUクーラー            | ASUS ROG STRIX LC 240 RGB White Edition |
| マザーボード           | ASUS ROG STRIX B550-A GAMING |
| メモリ                 | G.Skill SNIPER X DDR4 3200 16GB×4枚（内2枚はむっこ1号から移設） →Crucial BALLISTIX DDR4-3200 16GB×4枚（自身の手で換装）                            |
| ストレージ             | WesternDigital WD_BLACK SN850 1TB WesternDigital WD_BLUE SN550 1TB(家に転がっていた新品) WesternDigital WD Blue WD06EZAZ 6TB(家に転がっていた新品) |
| グラフィックス         | Palit GeForce RTX3070 Ti GameRock OC |
| PCケース               | LIAN LI O11 DYNAMIC mini snow white |
| 電源                   | Cooler Master V850 SFX Gold |
| キャプチャーボード     | AVerMedia Live Gamer DUO GC570D |

| むっこの自腹自作 スペック表（提供品込み） | むっこの自腹自作 スペック表（提供品込み）                                      | むっこの自腹自作 スペック表（提供品込み） |
| パーツ                                    | 詳細                                                                           | 提供                                      |
| ----------------------------------------- | ------------------------------------------------------------------------------ | ----------------------------------------- |
| CPU                                       | Intel Core i7 14700F BOX                                                       | ドスパラ                                  |
| グラフィックボード                        | Palit NE6060019P1-1070L(GeForce RTX 4060 Infinity 2 8GB)                       | 高橋敏也                                  |
| マザーボード                              | MSI MPG Z790 EDGE TI MAX WIFI (Z790 1700 ATX)                                  | MSI                                       |
| メモリ                                    | ADATA AX5U6000C3016G-DCLARWH-DP (DDR5 PC5-48000 16GB 2枚組) ドスパラ限定モデル | ドスパラ                                  |
| SSD                                       | ADATA ALEG-800-2000GCS-DP (M.2 2280 2TB) ドスパラ限定モデル                    | ドスパラ                                  |
| SSD                                       | Crucial T700 2TB PCIe Gen5 NVMe M.2 SSD                                        | ユーザからのプレゼント                    |
| CPUクーラー                               | DEEPCOOL LE720 WH R-LE720-WHAMMN-G-1 (ホワイト)                                | 自腹                                      |
| PCケース                                  | ASUS TUF GAMING GT320 ARGB WHITE (E-ATX ガラス ホワイト)                       | 自腹                                      |
| 電源                                      | ドスパラセレクト 850W-GOLD-ATX31-WH (850W ホワイト)                            | ドスパラ                                  |
| 延長ケーブル                              | ドスパラセレクト DPS-PE2 PASTELPINK (電源延長ケーブルセット)                   | 自腹                                      |

## 出演
太字はメインキャラクター。

### テレビアニメ
2011年
- R-15（倉部勝代）

2012年
- えびてん 公立海老栖川高校天悶部（廣松理圭）※Web先行配信

2013年
- 生徒会の一存 Lv.2（女子2）※2012年Web先行配信
- デート・ア・ライブ（2013年 - 2024年、山吹亜衣） - 5シリーズ

2015年
- 櫻子さんの足下には死体が埋まっている（生徒、女、孫娘、女子生徒、巫女）

2016年
- 魔装学園H×H（女子生徒、オペレーター）
- 私がモテてどうすんだ（女子）
- ぴったんこ！ねこざかな（コバンザメ役）

2020年
- まえせつ!（中間はじめ〈朝生祇なゆたの姉〉）

2021年
- 女神寮の寮母くん。（戦咲きりや）
- BORUTO-ボルト- NARUTO NEXT GENERATIONS（伊豆野マズマ）

### 劇場アニメ
- 劇場版デート・ア・ライブ 万由里ジャッジメント（2015年、亜衣）

### アニメ(吹替)
- ストロベリーショートケーキ ベリー沼の怪物(2023年、パンプキン・スパイス)[48]
- ストロベリー・ショートケーキの春の大挑戦(2024年、パンプキン・スパイス)[49]

### ゲーム
2011年
- R-15 ぽーたぶる（倉部勝代）

2013年
- デート・ア・ライブ 凜祢ユートピア（山吹亜衣）

2014年
- デート・ア・ライブ 或守インストール（山吹亜衣）
- NAtURAL DOCtRINE（アンカ）

2015年
- デート・ア・ライブ Twin Edition 凜緒リンカーネイション（山吹亜衣）
- 魔法少女(仮)（渡良瀬頼子）
- メイデンクラフト（渡良瀬頼子）
- Tiny Troopers Joint Ops（スミス）

2020年
- デート・ア・ライブ 蓮ディストピア（山吹亜衣）

2023年
- テイルズウィーバー：SecondRun（リッツ）

2024年
- 三国志アナザー～星将の願い～(三国another)(甄姫, 小喬, 董白)

### イメージビデオ
- 特別映像「前説ロマン」[61][62]

### ショートフィルム
- 『笑顔の仮面』ショートフィルム(ヒナ)[63][64]

### オーディオドラマ
- 戦争論ちゅーとりある オーディオドラマ(時雨 黎)[65]
- ビビッド・グレイｰブーゲンビリアの花嫁ｰ(マリア・ヴァーミリオン)[66][67][68]

### ラジオ
- 響ラジオステーション「竹内順子のTake a Chanceラジオ！」(第29回のジングル)[69]

### 吹き替え
- ザ・ミスフィッツ（2022年、ホープ〈ハーマイオニー・コーフィールド〉[70]）
- エル・シッド（2020年、ヒメナ・ディアス〈ルシア・ゲレーロ〉[71]）
- 運命の螺旋（2022年、ニラ〈ゴピカ・ラメシュ〉[72]）
- 鉄の手（2024年、ロシオ[73]）[74]
- 百年の孤独（2024年、アマランタなど[75]）[76]
- アメリカン・ホラー・ストーリー(2021年、ニコール)[77][78]
- ロスト・イン・オーシャン 消えた大陸(2011年、マリマール) [79]

### Web番組
- アニ★ゆめ♡R-15（2011年、ニコニコチャンネル[80]）
- めざせ声優アイドル！つっきー＆りさりさの登龍悶ラジオ略して“えびらじ”（2012年 - 2013年、ニコニコ動画）
- テイルズウィーバー公式生放送 (2014年8月[81] -、ニコニコ生放送、YouTube)
- 週刊ドスパラTV（2016年 - 、ニコニコ生放送「ドスパラ チャンネル」アシスタントMC[82]）
- 世界の委員長（2016年 - 2017年、YouTube[83]。
- 理想の女の子討論会（2017年、生テレ）[84]
- ドスパラTV 村井理沙子のPCゲーム道（2017年 - 、ニコニコ生放送、YouTube）[85]
- 村井理沙子の『HIT』(仮)（2017年、YouTube、Periscope）[86]
- ROGLIVE (2019年- YouTube)
- 給与明細（ABEMA版）
- KOTOBUKIYA TV YouTube[87][88]
- VR朗読劇 バーチャルリーディング[89][90]
- 配信番組「放課後フェノメノ実験室」[91][92]
- 愛のハイエナ seson2 #9 ホスト山本 過酷な軍神合宿＆男を飼いたい女性の真剣ヒモ探し(ABEMA)[93][94]
- 愛のハイエナ seson3 ＃9 山本裕典 軍神合宿で涙の誓い＆元ヤンだって純愛上等(ABEMA)[95] [96]

### 舞台
- アニ★ゆめ♡R-15 東京・恵比寿　AMGホールでの定期公演（レギュラー出演：2011年4月30日- ）[97]
- 演劇集団チキンラン第4回公演 Judgement Choice ～君と僕の境界線（ボーダーライン）～」(2015年01月24日～25日 : 南大塚ホール)[98]
- 集団NO PLAN朗読舞台『MAZE☆爆裂セイバー&40』（2018年7月6日〜7日：座・高円寺2）[99]
- ZWEI～Reincarnation～ツヴァイ リインカーネーション(2018年10月6日〜7日：武蔵野芸能劇場)[100][101]
- 一軒め第二回公演『lucK girL blooD tuesdaY』（2019年4月19日〜21日：阿佐ヶ谷アルシェ）[102]
- 演劇ユニットとってお木 第三回公演『はりこみ』(2020年4月16日～19日:ウッディシアター中目黒)[103]※公演中止[104]
- トライディアコラボ【ほんまる】第二回公演『BrightStar～asterisk～』(2023/03/11 ～ 12 : 座・高円寺2)[105]
- トライディア第8回 『チェイサーゲームVol.2』(2023/09/15 ～ 2023/9/18 : 北とぴあ ドームホール) [106]
- 2023年「CAROL〜gang star & downtown princess〜」(2023/10/7 ～ 2023/10/9 : 武蔵野芸能劇場)※公演中止 [107][108]

- ほんまる第3回公演『白雪姫のアップルーレット』(黒雪姫、女王)(2023/11/4 ～ 2023/11/5 : 座・高円寺2)[109][110]
- グリム姫物語集 (グリム魔女)(2024/4/4 ～ 2024/4/7 : 参宮橋トランスミッション)[111][112]
- トライディア 第9回シネマティックリーディング公演 チェイサーゲーム vol.3 (2024/4/26 ～ 2024/4/29 : 北とぴあ ドームホール)[113]
- Matsu-Ragi丸 第4回公演「CAROL〜gangstar & downtown princess〜」(ルージュ)(2024/5/18-19) リベンジ公演 : 武蔵野芸能劇場[114][115]
- トライディア 第10回シネマティックリーディング公演 異形頭さんとニンゲンちゃん(リリー) (2024/8/9 ～ 2024/8/12 : 北とぴあ ドームホール)[116][117][118]
- イノセントギアカンパニー リーディングライブ『椿姫』(プリュダンス)(2024/11/8 ～ 2024/11/10 : ブルースクエア四谷)[119][120][121]
- トライディア 第11回シネマティックリーディング 『チェイサーゲーム vol.4』(2025/1/10～13 : 王子ドームホール)[122]
- フェアリーテイルシアター リーディングライブ #02 『ヘンゼルとグレーテルとマリーアントワネット』(魔女テスタメント)(2025/2/22(土)～2/24(月):ブルースクエア四谷)[123][124]
- Project Öde エーデ国記「一夜限りの灰色同盟」(ディーゼ)(2025/05/07 (水) ～ 2025/05/11 (日) : 萬劇場)[125][126][127]

### その他コンテンツ
- パチスロ エイリヤンエボリューション（2017年、音羽織姫[128]）
- 異世界に転生したら投資を勧められた件（2021年、取引所の店員[129]）
- LIVE DAM STUDIUM『あにそんボーカル』（ツキアカリのミチシルベ[130]）
- 方言アフレコ体験教室「大洗町に行こう！」「福島市に行こう！」 文化庁[131][132][133]
- コックテイルハンバーガーズとのコラボバーガーをプロデュース[134]
- 美活体験記 シャンプー・ヘッドスパ専門店「BLOW BROW　東京駅店」[135]
- Crucial Japan「ゲーマー女子の秘密兵器」プロモーションビデオ ナレーション[136][137]

### MC・イベント
- 北区内田康夫ミステリー文学賞の授賞式(第14回〜23回)[138][139]
- 株式会社サードウェーブ GALLERIA新作発表[140]
- 「ストーン・ウォール」舞台挨拶[141]
- 「TOKYO GAME SHOW2016」DMM GAMESブース[142]
- 「オートサロン2015」GoodYearブース[143]
- 「TOKYO GAME SHOW2014」アミューズメントメディア総合学院ブース[144]
- 映画『赤×ピンク』トークショー[145]
- 「U・ボート ディレクターズカット」公開初日舞台挨拶[146]
- 「Inter BEE2013」Rolandブース[147]
- 映画『ファントム 開戦前夜』トークショー[148][149]
- アーケード対戦ゲーム「フィギュアヘッズ  エース」オープニングセレモニー[150]
- 株式会社GIANTY 新作発表会[151]
- 株式会社NEXON テイルズウィーバー15周年感謝祭テイルズウィーバー音楽祭[152]
- 2018 ファン感謝祭「テイルズサマーフェスティバル」[153]
- 2017 Tales Weaverオフラインイベント、オルランヌ公国祭2016[154]
- クリィミーマミの35周年記念上映会＆トークショー2018[155][156]
- 株式会社KADOKAWA コミック＆キャラクター局 新春感謝会 2019[157]
- War Gaming Japan株式会社 「World of Warplanes」サービス開始発表会[158]
- 「World of Tanks Console」 記者発表会[159]
- World of Tanks全日本最強小隊決定戦『甲士園』決勝戦[160]
- 「World of Tanks VR」 期間限定サービス開始発表会Eat Play Talk〜World of Warships 年末大感謝祭in秋葉原[161]
- ハピネットゲームフェス! in TGS2023 リアルステージ生放送![162]
- 東京eスポーツフェスタ2024[163][164][165][166]
- 「ゆら猫×ドスパラPC環境トークイベント」MC[167]
- ハピネットゲームフェス！in TGS2024[168]
- ASUS NEXT GENERATION CUSTOM PC 2024 Winter[169]
- ASUS NEXT GENERATION CUSTOM PC 新製品発表イベント 2025[170]
- 笑いライブ「トンガリ.88」アシスタントMC[171][172]
- ROG DAY 2025.06.20-21 MC[173]

## ディスコグラフィ

### タイアップ
| 楽曲 | タイアップ                                         | 時期   |
| ---- | -------------------------------------------------- | ------ |
| LUCY | テレビドラマ『くろねこルーシー』エンディングテーマ | 2012年 |

### 参加作品
| 発売日   | タイトル                                                                                 | 名義 | 楽曲                                              | タイアップ                                                        |
| 2011年   | 2011年                                                                                   | 2011年 | 2011年                                            | 2011年                                                            |
| -------- | ---------------------------------------------------------------------------------------- | --- | ------------------------------------------------- | ----------------------------------------------------------------- |
| 7月27日  | マジヤバもーそうLOVE♥                                                                    | R-15♡（あーる・ふぃふてぃーん・らゔ）［合田彩、村上まどか、福原由莉奈、柏山奈々美、積田かよ子、小松真奈、村井理沙子、月宮みどり］ | 「マジヤバもーそうLOVE♥」                         | テレビアニメ『R-15』オープニングテーマ                            |
| 7月27日  | HIRAMEKI！ピース(≧▽≦)v                                                                   | R-15♡（あーる・ふぃふてぃーん・らゔ）［合田彩、村上まどか、福原由莉奈、柏山奈々美、積田かよ子、小松真奈、村井理沙子、月宮みどり］ | 「HIRAMEKI！ピース(≧▽≦)v」                        | テレビアニメ『R-15』エンディングテーマ                            |
| 2012年   |                                                                                          | |                                                   |                                                                   |
| 11月9日  | 未来色の約束                                                                             | 星の少女tai☆（野水伊織、西明日香、村井理沙子、月宮みどり）                                                                        | 「未来色の約束」 「Treasure 〜星の少女tai☆Mix〜」 | テレビアニメ『えびてん 公立海老栖川高校天悶部』オープニングテーマ |
| 12月7日  | えびてん 公立海老栖川高校天悶部 Character Song Album THEリスペクト EB10 Vol.1            | 廣松理圭（村井理沙子）＆伊勢田結花（月宮みどり）                                                                                  | 「ご飯だけねこまんま」                            | テレビアニメ『えびてん 公立海老栖川高校天悶部』キャラクターソング |
| 12月21日 | えびてん 公立海老栖川高校天悶部 Character Song Album THEリスペクト EB10 Vol.2            | 戸田山響子（阿澄佳奈） feat. 星の少女tai☆（野水伊織、西明日香、村井理沙子、月宮みどり）                                           | 「未来色の約束〜KYOKO IRO mix〜」                 | テレビアニメ『えびてん 公立海老栖川高校天悶部』キャラクターソング |
| 12月21日 | えびてん 公立海老栖川高校天悶部 Character Song Album THEリスペクト EB10 Vol.2            | 月宮みどり、村井理沙子 | 「Nebula」                                        | テレビアニメ『えびてん 公立海老栖川高校天悶部』キャラクターソング |
| 12月21日 | えびてん 公立海老栖川高校天悶部 Character Song Album THEリスペクト EB10 Vol.2            | 廣松理圭（村井理沙子） | 「ビバビバ天悶部〜HIROMATSU mix〜」               | テレビアニメ『えびてん 公立海老栖川高校天悶部』キャラクターソング |
| 12月28日 | えびてん 公立海老栖川高校天悶部 Blu-ray版&DVD限定版 第2巻封入特典カラオケ大会CDその2     | 廣松理圭（村井理沙子）＆伊勢田結花（月宮みどり）                                                                                  | 「ウルトラセブンの歌」                            |                                                                   |
| 2013年   |                                                                                          | |                                                   |                                                                   |
| 1月25日  | えびてん 公立海老栖川高校天悶部 Blu-ray版&DVD限定版 第3巻封入特典カラオケ大会CDその3     | 廣松理圭（村井理沙子）＆伊勢田結花（月宮みどり）                                                                                  | 「愛をとりもどせ!!」                              | テレビアニメ『えびてん 公立海老栖川高校天悶部』キャラクターソング |
| 6月5日   | TVアニメーション「デート・ア・ライブ」ミュージック・セレクション DATE A MUSIC FIRST HALF | リリコ（積田かよ子）、幼馴染（村井理沙子）、先輩（月宮みどり）                                                                    | 「Hatsukoi Winding Road」                         | テレビアニメ『デート・ア・ライブ』第1話エンディングテーマ         |

- 知多娘。キャラクターズアルバムvol.2-泣かないでキャミソール-（2011年9月、K-DISC）

### シリーズ一覧
1. ↑  第1期（2013年）、第2期『II』（2014年）、第3期『III』（2019年）、第4期『IV』（2022年）、第5期『V』（2024年）